# Schalksgasse 4 (Mühlbach)

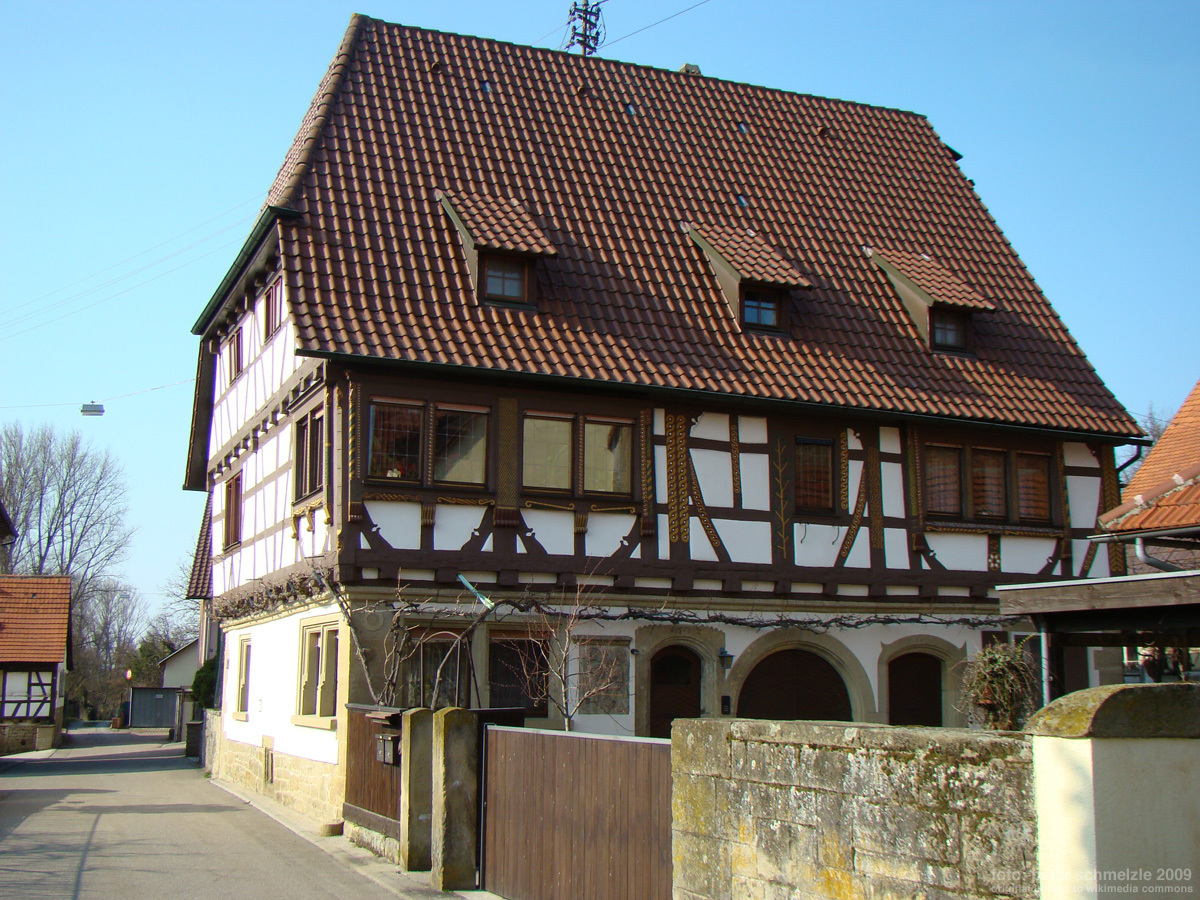
Haus Schalksgasse 4 in Mühlbach

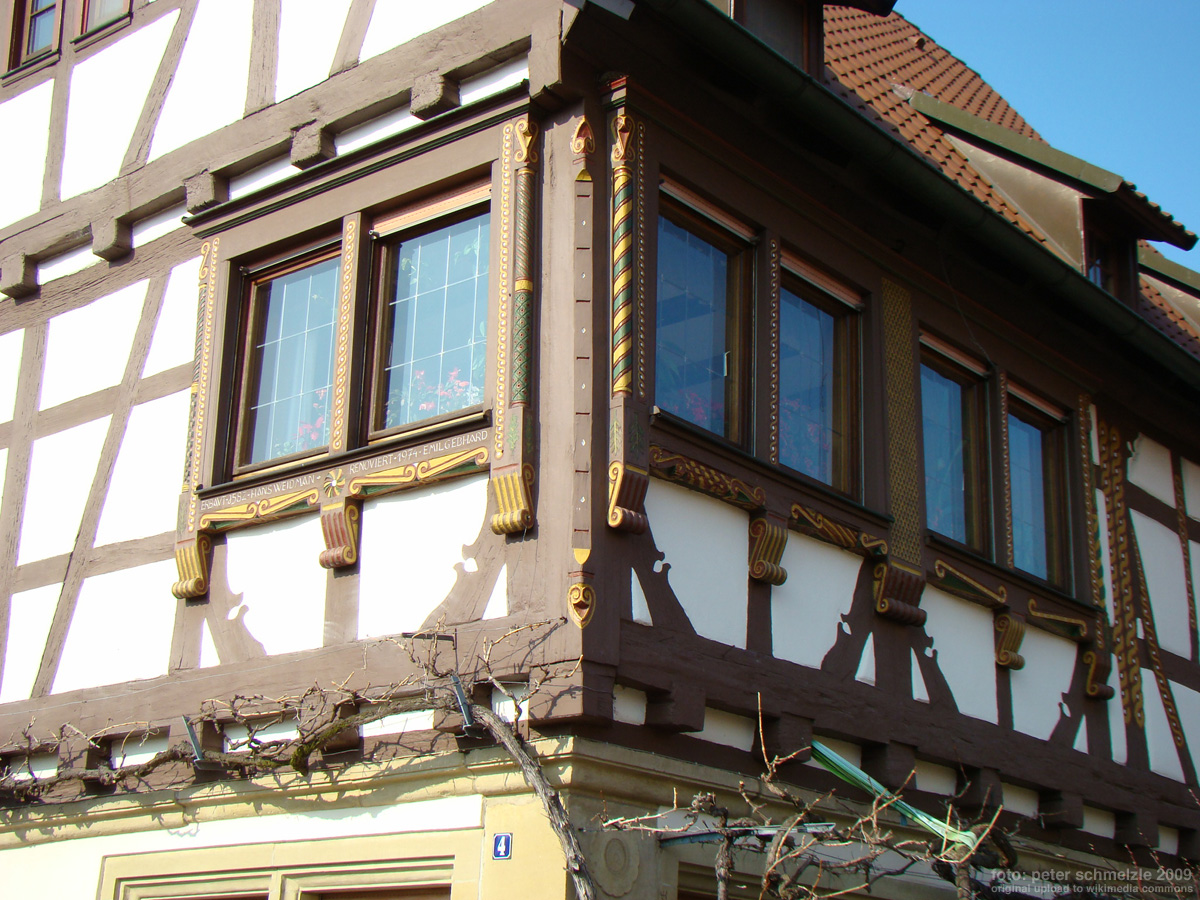
Eckständer

Das Haus Gebhard in der Schalksgasse 4 in Mühlbach, einem Stadtteil der Stadt Eppingen im Landkreis Heilbronn im nördlichen Baden-Württemberg, ist ein im 16. Jahrhundert errichtetes Fachwerkhaus. Das Gebäude steht als Kulturdenkmal unter Denkmalschutz.

## Geschichte
Dieses Fachwerkhaus der Renaissance wurde von dem Küfer Hans Weidmann, seiner Frau Adelia und zwei Söhnen erbaut. Das Haus geht noch auf einen von ehemals 13 Fronhöfen des Mühlbacher Klosters zurück, die nach dem Ende des Klosters als Stadthöfe an die Stadt Eppingen kamen. In den Steuerunterlagen von 1776 wird der im Unterdorf befindliche Hof unter der Nr. 13 geführt. Mit zugehörigen Hofflächen von 79 Morgen war er mit Abstand der größte der 13 Höfe. An Abgaben waren zu entrichten sechs Malter Korn und vier Malter Dinkel.
Als Oechelhäuser das Gebäude 1909 beschrieb, war das Fachwerk der Obergeschosse verputzt.

## Beschreibung
Das Gebäude ist ein zweistöckiges Wohnhaus, das von einem Krüppelwalmdach bedeckt ist. Das Erdgeschoss ist massiv aus heimischem Sandstein aufgemauert, der etwas vorkragende Oberstock ist in Fachwerk ausgeführt, auch das Giebelgeschoss kragt nochmals etwas vor.
Türen und Fenster im Erdgeschoss weisen profilierte Sandstein-Gewände auf, das Portal ist mit der Jahreszahl 1582 bezeichnet. Neben dem Portal befindet sich ein Reliefstein mit Wappen, Tieren und weiteren Darstellungen. Das Fachwerk der Obergeschosse besitzt eine Fülle von Zierwerk: die Hölzer sind ganzflächig mit Schnitzwerk, Flecht- und Bandwerk und Rosetten versehen. Einige der Fenster im Obergeschoss sind zu Zweier- und Dreiergruppen zusammengefasst, die im Stil von fränkischen Erkern durch eine zusätzliche schmuckvolle Holzrahmung etwas aus der Fassade hervorragen.
Die Schleppgauben im Dach sind jüngere Einbauten, sie sind auf älteren Fotos des Gebäudes noch nicht vorhanden.